# Orichowe (rejon siewierodoniecki)
Orichowe (ukr. Оріхове) – wieś na Ukrainie, w obwodzie ługańskim, w rejonie siewierodonieckim. W 2001 liczyła 621 mieszkańców.